# Warren Shire
Koordinaten: 31° 37′ S, 147° 44′ O

Warren Shire ist ein lokales Verwaltungsgebiet (LGA) im australischen Bundesstaat New South Wales. Das Gebiet ist 10.753,767 km² groß und hat etwa 2.500 Einwohner.
Warren liegt in der North-Western-Region des Staates etwa 520 km nordwestlich der Metropole Sydney. Das Gebiet umfasst 26 Ortsteile und Ortschaften: Beemunnel, Bogan, Bullagreen, Cathundral, Eenaweena, Marthaguy, Mount Foster, Mount Harris, Mullengudgery, Mumbelbone Plain, Nevertire, Oxley, Pigeonbah, Pine Clump, Ravenswood, Red Hill, Snakes Plain, Tenandra und Warren sowie Teile von Bundemar, Canonba, Carinda, Collie, Gin Gin, Merrigal und The Marra. Der Sitz des Shire Councils befindet sich in der Stadt Warren im Süden der LGA, wo etwa 1.350 Einwohner leben.

## Verwaltung
Der Warren Shire Council hat 12 Mitglieder, die von den Bewohnern der vier Wards gewählt werden (je drei aus den Wards A bis D). Diese vier Bezirke sind unabhängig von den Ortschaften festgelegt. Aus dem Kreis der Councillor rekrutiert sich auch der Mayor (Bürgermeister) des Councils.